# Productor musical
A la indústria musical, un productor musical (o productor discogràfic) té les funcions de controlar les sessions de gravació, guiar i instruir els músics, organitzar i programar els recursos de gravació i el pressupost, i supervisar la gravació, mescla i masterització de les gravacions. Aquestes funcions, típiques en les gravacions sonores des dels seus inicis fins a la segona meitat del segle xx, s'han ampliat posteriorment amb altres tasques, de promoció comercial i empresarials a vegades.
El treball d'un productor musical pot comparar-se al d'un director de cine en el sentit que el treball del productor és crear, donar forma i modelar una gravació d'acord amb la seua visió de l'àlbum.
Un productor també pot:
- Seleccionar músics de sessió per interpretar parts o solos d'acompanyament de secció de ritme
- Coescriure
- Proposar canvis als arranjaments de les cançons
- Entrenar als cantants i músics a l'estudi

El productor, normalment, supervisa tot el procés des de la preproducció, fins a les etapes de gravació i barreja de so, i, en alguns casos, fins a la fase de masterització d'àudio. El productor pot exercir aquests papers, o ajudar a seleccionar l'enginyer, i proporcionar-li suggeriments. El productor també podrà pagar músics i enginyers de sessió i assegurar-se que tot el projecte estigui completat dins del pressupost de la discogràfica.

## Funció
Un productor discogràfic o productor musical té un paper molt ampli en supervisar i gestionar l'enregistrament i la producció d'una banda de música o intèrpret. Un productor té molts papers que poden incloure, però no es limiten a, recopilar idees per al projecte, compondre la música per al projecte, seleccionar cançons o músics de sessió, proposar canvis en els arranjaments de la cançó, entrenar l'artista i músics a l'estudi, controlar les sessions d'enregistrament i supervisar tot el procés mitjançant la barreja d'àudio i, en alguns casos, a l'etapa de masterització d'àudio. Els productors també solen adoptar un paper empresarial més ampli, amb la responsabilitat del pressupost, els horaris, els contractes i les negociacions.

Per a la qualificació de Grammy, la definició de productor de l'Acadèmia de gravació és:
La persona que té un control tècnic i creatiu global de tot el projecte de gravació i les sessions de gravació individuals que formen part d'aquest projecte està present a l'estudi de gravació o a la ubicació de gravació i treballa directament amb l'artista i l'enginyer. El productor pren decisions creatives i estètiques que es concreten en els objectius de l'artista i l'etiqueta en la creació de contingut musical. Altres tasques inclouen, però no es limiten, a mantenir els pressupostos i horaris, complir els terminis, contractar músics, cantants, estudis i enginyers, vetllar per la resta de necessitats de personal i l'edició (Projectes clàssics).
Durant l'any 2010, el paper de productor sovint es dividia en tres persones: productor executiu, productor vocal i productor musical. Un productor executiu supervisa les finances del projecte, un productor vocal (també conegut com a arreglador vocal) supervisa la producció vocal, i un productor musical dirigeix i supervisa el procés creatiu de la producció i la gravació d'una cançó a la seva etapa final de mescla.
El productor musical sovint porta molts barrets com a arreglador, compositor, programador, músic o compositor competent que pot aportar idees noves a un projecte. A més de fer els ajustaments d'ordenació i composició de cançons, el productor selecciona sovint i / o col·labora amb l'enginyer de mescla, que pren les pistes i edicions enregistrades en brut i les modifica amb eines de maquinari i programari per crear un "so" estèreo o surround. tots els sons i els instruments de les veus individuals, que al seu torn proporciona un ajustament addicional per als diferents suports de distribució. El productor també supervisa l'enginyer de gravació que es concentra en els aspectes tècnics de la gravació.
El productor destacat Phil Ek va descriure el seu paper com "la persona que guia o dirigeix creativament el procés de gravació", de la mateixa manera que un director realitzaria una pel·lícula. De fet, en la música de Bollywood, la designació és realment director de música. El treball del productor musical és crear, donar forma i modelar una peça musical. L'àmbit de la responsabilitat pot ser una o dues cançons o un àlbum sencer d'un artista, en aquest cas el productor desenvoluparà normalment una visió general de l'àlbum i de com es poden interrelacionar les diverses cançons.

## Història
Al començament de la indústria discogràfica, el paper del productor es va limitar tècnicament a registrar, en un sol cop, artistes que actuessin en directe. Els predecessors immediats dels productors discogràfics van ser els artistes i executius del repertori de finals dels anys vint i trenta que van supervisar el producte "pop" i sovint van dirigir orquestres de sessions. Aquest va ser el cas de Ben Selvin a Columbia Records, Nathaniel Shilkret a Victor Records i Bob Haring a Brunswick Records. Al final dels anys trenta, es van establir els primers estudis professionals de gravació que no eren propietat de les principals companyies, separant essencialment els papers dels artistes i del repertori (A&R), home i productor, tot i que no seria fins a finals dels anys quaranta quan el terme " productor "es va començar a utilitzar àmpliament a la indústria.
El paper dels productors va canviar progressivament durant els anys cinquanta i seixanta a causa de la tecnologia. El desenvolupament de la gravació multitrack va causar un canvi important en el procés de gravació. Abans del multitrack, tots els elements d'una cançó (veu principal, veu de respatller, acompanyament d'instruments de secció de ritme, solos i parts orquestrals) havien de ser interpretats simultàniament. Tots aquests cantants i músics van haver de ser reunits en un gran estudi on es va enregistrar la representació. Amb la gravació multitrack, es podrien gravar primer les "pistes de llit" (parts d'acompanyament de la secció de ritme, com la línia de baix, la bateria i la guitarra rítmica, i després es podrien afegir la veu i els solos, utilitzant tantes "preses" (o intents)) segons calia, ja no era necessari que tots els reproductors estudiessin al mateix temps. Una banda pop podria gravar les seves pistes de suport una setmana i, a continuació, es podria portar una secció de trompa una setmana després per afegir cops de puny i a continuació, es podria portar una secció de cadena una setmana després.

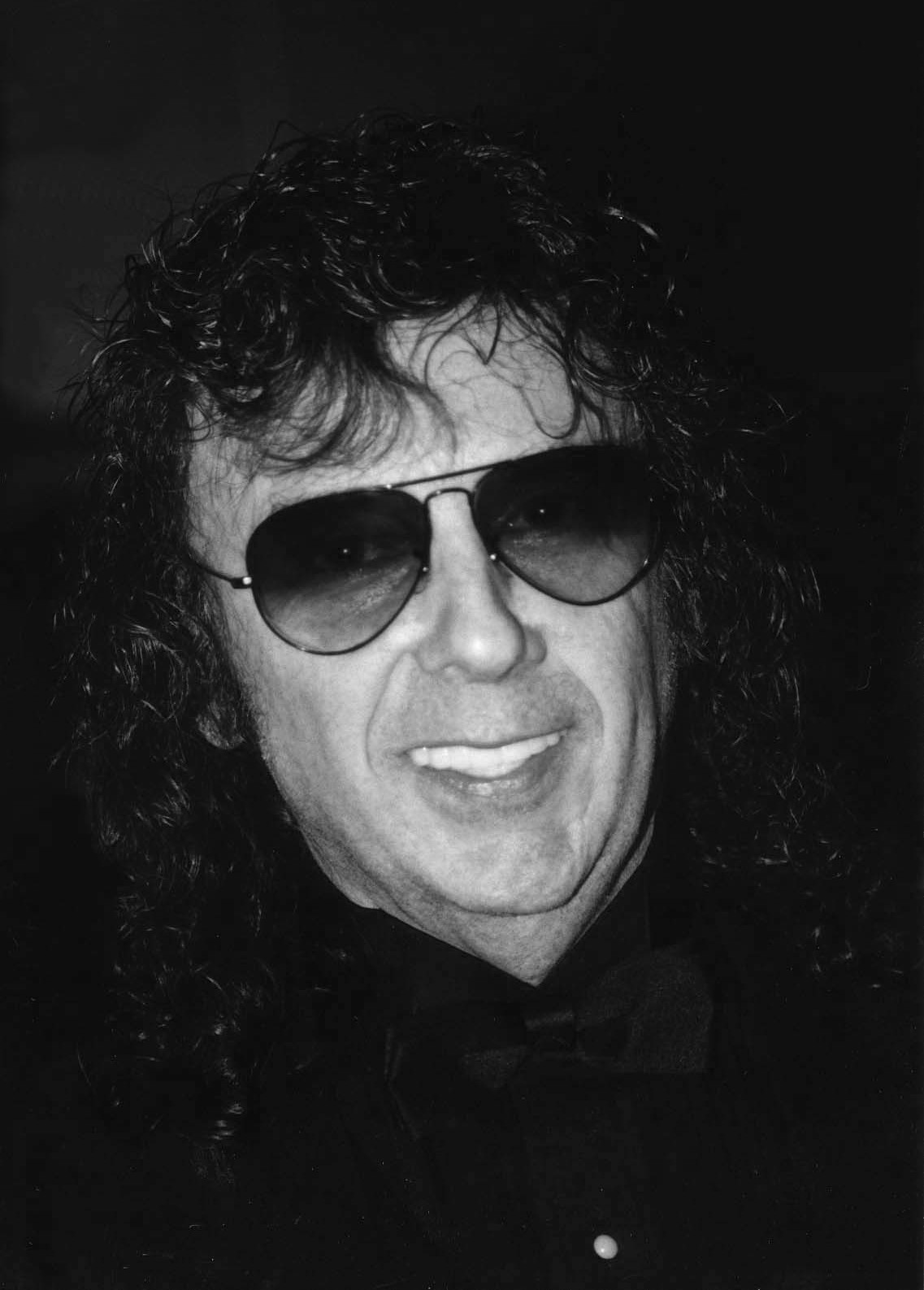
Phil Spector

La gravació multitrack va tenir un altre efecte profund en la producció de música: va permetre a productors i enginyers d'àudio crear nous sons que serien impossibles en un ordre en estil de performance en directe. Els exemples són els efectes de so psicodèlic del rock dels anys 60 que reproduint el so dels instruments gravats enrere canviant la cinta podien produir efectes de so únics. Durant el mateix període, els instruments de música popular van començar a passar dels instruments acústics de la música tradicional (piano, baix dret, guitarra acústica, cordes, llautó i instruments de vent) a piano elèctric, òrgan electrònic, sintetitzador, baix elèctric i guitarra elèctrica. Aquests nous instruments eren elèctrics o electrònics i, per tant, utilitzaven amplificadors d'instruments i tancaments d'altaveus (armaris d'altaveus) per crear so.
Els instruments i amplificadors elèctrics i electrònics van permetre als intèrprets i productors canviar el to i el so dels instruments per produir sons elèctrics únics que seria impossible d'aconseguir amb instruments acústics i intèrprets en directe, com ara tenir una cantant que faci les seves pròpies vocals de seguretat.
Les noves tecnologies com el multitracking van canviar l'objectiu de l'enregistrament: un productor podia combinar diverses preses i editar diferents seccions per crear el so desitjat. Per exemple, a l'àlbum Bitches Brew, el compositor de Bandleader, compositor de Miles Davis, el fusionador de jazz, va tallar i editar seccions juntament amb àmplies sessions d'improvisació.
Productors com Phil Spector o George Martin aviat van crear gravacions que, en termes pràctics, eren gairebé impossibles de realitzar en directe. Els productors es van convertir en figures creatives a l'estudi. Altres exemples inclouen Joe Meek, Teo Macero, Brian Wilson i Biddu.
Un altre fenomen relacionat a la dècada de 1960 va ser l'aparició del productor intèrpret. Com que els actes pop com The Beatles, The Rolling Stones, The Beach Boys i The Kinks van adquirir experiència en tècniques de gravació d'estudi, molts d'aquests grups es van acabar convertint en productors (sovint no acreditats) del seu propi treball. Molts enregistraments d'actes com The Rolling Stones, The Kinks i The Who s'acrediten oficialment als seus diversos productors en aquell moment, però alguns d'aquests intèrprets han afirmat des de llavors que molts dels seus enregistraments en aquest període eren o bé totalment produïts (per exemple, els enregistraments de The Rolling Stones 'Decca) o col·laboracions entre el grup i el seu enginyer de gravació.

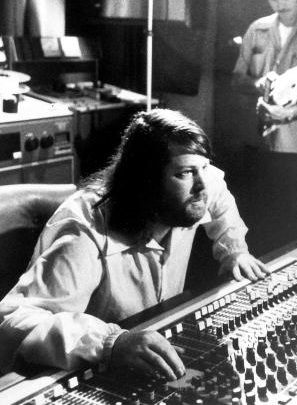
Brian Wilson darrere d'una taula de mescles.

Els Beach Boys són, probablement, el millor exemple de la tendència dels artistes a convertir-se en productors; en els dos anys posteriors a l'avanç comercial de la banda, el líder del grup Brian Wilson va prendre el relleu del seu pare Murry, i va ser l'únic productor de tots els seus enregistraments entre 1963 i 1967. Al costat de The Beatles i Martin, Wilson també va ser pioner en moltes novetats en la producció: el 1964 havia desenvolupat les tècniques de Spector a un nou nivell de sofisticació, utilitzant múltiples estudis i múltiples "preses" de components instrumentals i vocals per captar les millors combinacions possibles de so, rendiment i de l'ús de la cinta d'edició extensiva per assemblar un rendiment compost perfecte entre aquests elements.
Al final del segle xx, les eines de gravació i producció digitals i una àmplia disponibilitat d'ordinadors relativament assequibles amb programari musical van fer que la producció de música sigui més accessible.

## Equipament i tecnologia
Hi ha nombroses tecnologies utilitzades pels productors discogràfics. En els enregistraments actuals, les tasques de gravació i mescla són generalment centralitzades en ordinadors mitjançant estacions de treball d'àudio digital com Pro Tools, Logic Pro, Ableton, Cubase i FL Studio, que sovint s'utilitzen amb plugins de tecnologia d'estudi virtual de tercers. Logic Pro i Pro Tools es consideren els DAW estàndard de la indústria. Tot i això, també hi ha el mesclador principal, els controladors MIDI i el dispositiu de gravació mateix.
Mentre que la majoria de la producció musical es fa amb programari sofisticat, alguns músics i productors prefereixen el so de la tecnologia analògica més antiga. El professor Albin Zak afirma que l'augment d'automatització tant de processos més nous com d'instruments més nous redueix el nivell de control i manipulació disponible per a músics i productors.

## Aplicació d'estudi
Amb els anys, la producció ha canviat dràsticament amb l'avanç de la tecnologia. Si bé el paper del productor ha canviat, els seus deures continuen requerint un ampli coneixement del procés de gravació.
El rastreig és l'acte d'enregistrar àudio a una DAW (estació de treball d'àudio digital) o en alguns casos per gravar. Tot i que les tecnologies digitals han suplantat àmpliament l'ús de la cinta als estudis, el terme antic track encara s'utilitza durant el 2010. El seguiment de l'àudio és principalment el paper de l'enginyer d'àudio. Els productors treballen colze a colze amb els artistes mentre toquen o canten la seva part i els entrenen sobre com realitzar-lo i com obtenir la millor precisió tècnica (per exemple, l'entonació). En alguns casos, el productor fins i tot cantarà una veu de còpia de seguretat o tocarà un instrument. Molts artistes també comencen a produir i escriure la seva pròpia música.